# کارلوباگ
کارلوباگ (به لاتین: Karlobag) یک منطقهٔ مسکونی در کرواسی است که در شهرستان لیکا-سنی واقع شده‌است. کارلوباگ ۹۱۷ نفر جمعیت دارد.